# Metakse
Metakse Poghosian, más conocida como Metakse (en armenio: Մետաքսե (Մետաքսե Պողոսյան), 23 de diciembre de 1926 – 10 de agosto de 2014) fue una poeta, escritora y activista armenia. Fue miembro de la organización Unión de Escritores de Armenia.

## Biografía
Nacida en Artik, Metakse escribió una gran variedad de libros entre los que se encuentran las colecciones de poemas Youth, Female Heart y A Conversation with the World. En 2006 publicó The Woman of the Fate, una antología de sus obras seleccionadas. Su poesía ha sido traducida al inglés, francés, japonés y español, entre otros idiomas, por Bella Akhmadulina, Desanka Maksimović y Diana Der Hovanessian.
Luego del Terremoto de Spitak de 1988, Metakse se convirtió en la vicepresidenta de "Motherhood", una organización benéfica encargada de brindar apoyo al personal femenino del ejército armenio durante la Guerra del Alto Karabaj. Más adelante publicó el libro de memorias How I Saw Artsakh.

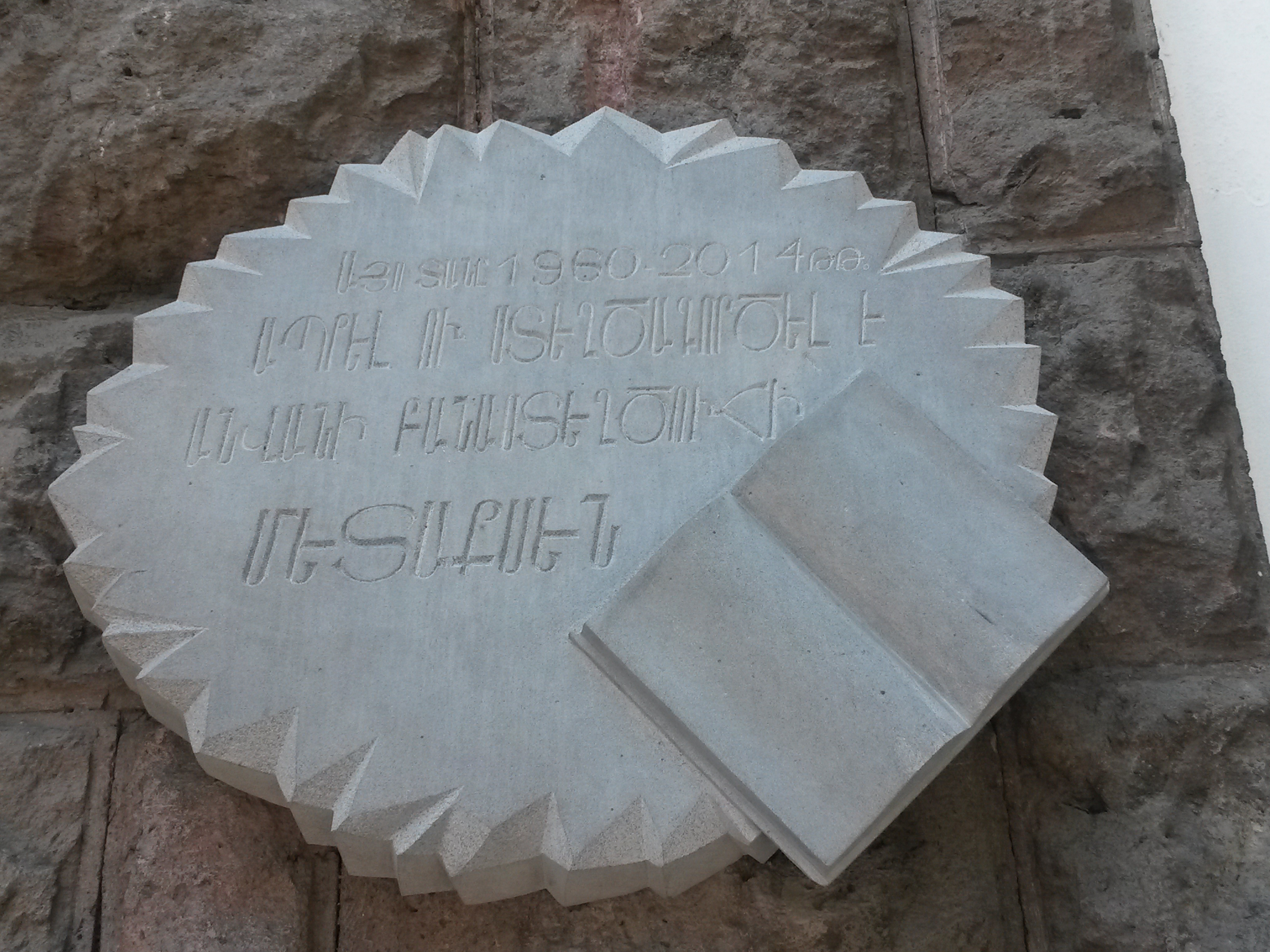
Placa conmemorativa en honor a Metakse en Ereván.

Metakse fue amiga personal de los poetas armenios Hovhannes Shiraz y Paruyr Sevak. Artem Sargsyan se refirió a ella como "una de las figuras más importantes de la poesía armenia moderna".

### Fallecimiento
Metakse falleció a los 88 años en Ereván, el 10 de agosto de 2014.